# Liste der Kulturdenkmale in Probsteierhagen
In der Liste der Kulturdenkmale in Probsteierhagen sind alle Kulturdenkmale der schleswig-holsteinischen Gemeinde Probsteierhagen (Kreis Plön) aufgelistet (Stand: 14. April 2025).

## Legende
In den Spalten befinden sich folgende Informationen:
- Objekt-ID: die Nummer des Kulturdenkmales
- Lage: die Adresse des Kulturdenkmales und die geographischen Koordinaten. Kartenansicht, um Koordinaten zu setzen. In der Kartenansicht sind Kulturdenkmale ohne Koordinaten mit einem roten Marker dargestellt und können in der Karte gesetzt werden. Kulturdenkmale ohne Bild sind mit einem blauen Marker gekennzeichnet, Kulturdenkmale mit Bild mit einem grünen Marker.
- Offizielle Bezeichnung: Bezeichnung des Kulturdenkmales
- Beschreibung: die Beschreibung des Kulturdenkmales
- Bild: ein Bild des Kulturdenkmales

## Sachgesamtheiten
| Objekt-ID      | Lage                                                     | Offizielle Bezeichnung                | Beschreibung | Bild                             |
| -------------- | -------------------------------------------------------- | ------------------------------------- | --- | -------------------------------- |
| 48573 Wikidata | Alte Dorfstraße 36 (54° 21′ 43″ N, 10° 17′ 12″ O)        | Ehemalige Wassermühle Probsteierhagen | ehem. Wassermühle; 1866; zweigeschossiger traufständiger Fachwerkbau mit pfannengedecktem Satteldach, Giebelseiten massiv erneuert, Haustür mit Putzrahmung, mit Staustufe und Nebengebäude - Begründung: geschichtlich, technisch, Kulturlandschaft prägend - Schutzumfang: ehem. Wassermühle mit Staustufe, Nebengebäude | Fotos hochladen                  |
| 40170 Wikidata | Alte Dorfstraße 47 (54° 21′ 46″ N, 10° 17′ 17″ O)        | Kirche St. Katharinen                 | Aktualisierung vorgesehen - Begründung: geschichtlich, künstlerisch, städtebaulich, Kulturlandschaft prägend - Schutzumfang: Kirche St. Katharinen mit Ausstattung, Kirchhof, Grabmale bis 1870, Granittreppe, Feldstein-Böschungsmauer, Lindenkranz                                                                       | weitere Fotos \| Fotos hochladen |
| 40213          | Schönberger Landstraße 68 (54° 20′ 55″ N, 10° 15′ 25″ O) | Hofanlage ehem. Hufe Voßberg Muxall   | Hofanlage ehem. Hufe Voßberg Muxall; 1734, um 1800; Ensemble in Muxall aus Wohn- und Wirtschaftsgebäude, sowie Stallgebäude - Begründung: geschichtlich, wissenschaftlich, städtebaulich, Kulturlandschaft prägend - Schutzumfang: Wohn- und Wirtschaftsgebäude, Stallgebäude                                              | BW                               |

## Bauliche Anlagen
| Objekt-ID     | Lage                                                     | Offizielle Bezeichnung                | Beschreibung | Bild                             |
| ------------- | -------------------------------------------------------- | ------------------------------------- | --- | -------------------------------- |
| 40182         | Alte Dorfstraße 23 (54° 21′ 44″ N, 10° 17′ 0″ O)         | ehem. Feuerwehrgerätehaus             | ehem. Feuerwehrgerätehaus; 1878; kleiner, giebelständiger Backsteinbau mit pfannengedecktem Satteldach und großer straßenseitiger Toreinfahrt - Begründung: geschichtlich, städtebaulich, Kulturlandschaft prägend - Schutzumfang: gesamtes Objekt - Denkmaltyp: Bauliche Anlage | Fotos hochladen                  |
| 4608 Wikidata | Alte Dorfstraße 36 (54° 21′ 43″ N, 10° 17′ 12″ O)        | Ehemalige Wassermühle                 | ehem. Wassermühle; 1866; zweigeschossiger traufständiger Fachwerkbau mit pfannengedecktem Satteldach, Giebelseiten massiv erneuert, Haustür mit Putzrahmung, mit Staustufe und Nebengebäude - Begründung: geschichtlich, technisch, Kulturlandschaft prägend - Schutzumfang: ehem. Wassermühle, Staustufe - Denkmaltyp: Bauliche Anlage, Sachgesamtheit: ehem. Wassermühle Probsteierhagen  | Fotos hochladen                  |
| 3556 Wikidata | Alte Dorfstraße 43 (54° 21′ 44″ N, 10° 17′ 15″ O)        | ehem. Gasthof Plagmann                | Alteintragung (Aktualisierung vorgesehen) - Begründung: Alteintragung (Aktualisierung vorgesehen) - Schutzumfang: Alteintragung (Aktualisierung vorgesehen) - Denkmaltyp: Bauliche Anlage | Fotos hochladen                  |
| 4609 Wikidata | Alte Dorfstraße 45 (54° 21′ 45″ N, 10° 17′ 17″ O)        | Nebengebäude mit Verbindungsbau       | Alteintragung (Aktualisierung vorgesehen) - Begründung: Alteintragung (Aktualisierung vorgesehen) - Schutzumfang: Alteintragung (Aktualisierung vorgesehen) - Denkmaltyp: Bauliche Anlage | Fotos hochladen                  |
| 4124 Wikidata | Alte Dorfstraße 47 (54° 21′ 46″ N, 10° 17′ 16″ O)        | Kirche St. Katharinen mit Ausstattung | Alteintragung (Aktualisierung vorgesehen) - Begründung: geschichtlich, künstlerisch, städtebaulich - Schutzumfang: gesamtes Objekt - Denkmaltyp: Bauliche Anlage, Sachgesamtheit: Kirche St. Katharinen | weitere Fotos \| Fotos hochladen |
| 4611          | Alte Dorfstraße 50 (54° 21′ 45″ N, 10° 17′ 20″ O)        | ehem. Gasthaus Wiese                  | ehem. Gasthof Wiese; im Kern 18. Jh.; zweigeschossiges Traufenhaus mit halbseitigem Walmdach und übergiebeltem Mittelrisalit, Nebengebäude - Begründung: geschichtlich, städtebaulich, Kulturlandschaft prägend - Schutzumfang: ehem. Gasthaus Wiese, Nebengebäude - Denkmaltyp: Bauliche Anlage                                                                                            | Fotos hochladen                  |
| 40185         | Alte Dorfstraße 72 (54° 21′ 48″ N, 10° 17′ 31″ O)        | ehem. Villa Wiese                     | ehem. Villa Wiese; 1910, eineinhalbgeschossiger Backsteinbau in Ecklage auf winkelförmigem Grundriss mit Drempel, Schopfwalmdach, hölzerner Eingangsvorhalle und Zwerchhaus - Begründung: geschichtlich, städtebaulich - Schutzumfang: gesamtes Objekt - Denkmaltyp: Bauliche Anlage | Fotos hochladen                  |
| 19269         | Bahnhofstraße 12 (54° 21′ 53″ N, 10° 17′ 31″ O)          | Wohnhaus                              | Wohnhaus; um 1905; eingeschossiger traufständiger Backsteinbau mit heller Putzgliederung, Schopfwalmdach und übergiebeltem Mittelrisalit - Begründung: geschichtlich, künstlerisch, städtebaulich - Schutzumfang: gesamtes Objekt - Denkmaltyp: Bauliche Anlage | Fotos hochladen                  |
| 453 Wikidata  | Schloßstraße 16 (54° 21′ 36″ N, 10° 17′ 6″ O)            | Gut Hagen: Herrenhaus                 | Das Herrenhaus Hagen aus dem 17. Jahrhundert beherbergt seit 1969 ein Kultur- und Veranstaltungszentrum. Nachdem es von 2007 bis 2011 umfassend saniert wurde, ist es seit 2011 wieder für Besucher zugänglich. Alteintragung (Aktualisierung vorgesehen) - Begründung: (Aktualisierung vorgesehen) - Schutzumfang: Alteintragung (Aktualisierung vorgesehen) - Denkmaltyp: Bauliche Anlage | weitere Fotos \| Fotos hochladen |
| 4614          | Schönberger Landstraße 68 (54° 20′ 55″ N, 10° 15′ 24″ O) | Wohn- und Wirtschaftsgebäude          | Wohn- und Wirtschaftsgebäude; 1734; traufständiges Fachhallenhaus aus Fachwerk mit steilem Walmdach und BacksteinErweiterung mit Satteldach nach Süden - Begründung: geschichtlich, wissenschaftlich, städtebaulich, Kulturlandschaft prägend - Schutzumfang: gesamtes Objekt - Denkmaltyp: Bauliche Anlage, Sachgesamtheit: Hofanlage ehem. Hufe Voßberg Muxall                            | BW                               |

## Gründenkmale
| Objekt-ID      | Lage                                              | Offizielle Bezeichnung     | Beschreibung | Bild                             |
| -------------- | ------------------------------------------------- | -------------------------- | --- | -------------------------------- |
| 40181          | Alte Dorfstraße 23 (54° 21′ 43″ N, 10° 17′ 0″ O)  | Doppeleiche                | Doppeleiche; 1898; zum 50-jährigen Jubiläum der Schleswig-Holsteinischen Erhebung gepflanzt; mit Gedenkstein - Begründung: geschichtlich, wissenschaftlich, städtebaulich - Schutzumfang: Doppeleiche, Gedenkstein - Denkmaltyp: Gründenkmal                                 | weitere Fotos \| Fotos hochladen |
| 22919 Wikidata | Alte Dorfstraße 47 (54° 21′ 46″ N, 10° 17′ 16″ O) | Kirchhof                   | Alteintragung (Aktualisierung vorgesehen) - Begründung: geschichtlich, Kulturlandschaft prägend - Schutzumfang: Kirchhof, Grabmale bis 1870, Granittreppe, FeldsteinBöschungsmauer, Lindenkranz - Denkmaltyp: Gründenkmal, Sachgesamtheit: Kirche St. Katharinen             | Fotos hochladen                  |
| 8073 Wikidata  | Schloßstraße 16 (54° 21′ 34″ N, 10° 17′ 5″ O)     | Gut Hagen: Landschaftspark | Alteintragung (Aktualisierung vorgesehen) - Begründung: geschichtlich, künstlerisch, Kulturlandschaft prägend - Schutzumfang: Gut Hagen: Landschaftspark, Burggraben, gusseisernes Geländer, Pflaster Ehrenhof, Felsenpartie/Sitzplatz im Südosten - Denkmaltyp: Gründenkmal | Fotos hochladen                  |

## Quelle
- Liste der Kulturdenkmale in Schleswig-Holstein – Kreis Plön (PDF)

- Karte mit allen Koordinaten:
- OSM |
- WikiMap